# Alice Vanderbilt Morris
Alice Vanderbilt Shepard Morris, född 7 december 1874, död 15 augusti 1950, amerikansk lingvist, initiativtagare och grundare till International Auxiliary Language Association, som 1924 - 1951 arbetade för att ta fram ett internationellt hjälpspråk.
Morris deltog inte själv i det lingvistiska arbetet, men fungerade som entusiasmerare och lobbyist, och bidrog dessutom själv med större delen av finansieringen.
Alice V. Morris avled 1950, och fick därför aldrig se den färdiga frukten av arbetet, interlingua, som publicerades 1951.